# Daïet el Kahla
Daïet el Kahla är en vattenfylld sänka i Algeriet. Den ligger i provinsen Médéa, i den norra delen av landet, 120 km söder om huvudstaden Alger.